# تيتي ريو بيني
تيتي ريو بيني (لاسم العلمي: Plecturocebus modestus) هو نوع من أنواع سعادين التيتي ، وهو نوع من قرود العالم الجديد، المستوطن في بوليفيا.